# アレクサンドル・オストロフスキー (劇作家)
アレクサンドル・ニコラーエヴィチ・オストロフスキー（ロシア語: Алекса́ндр Никола́евич Остро́вский, 1823年4月12日（ユリウス暦 3月31日） - 1886年6月14日（ユリウス暦 6月2日））は、ロシアの劇作家。

## 生い立ち
ロシア帝国のモスクワで生まれた。4子の1人。父親は法律家で、長年の功績によって1839年に貴族の称号を獲得している。母親はまもなく死去した。高校卒業後、1840年から1843年にかけてモスクワ大学法学部で法を学ぶ。学生時代はペトロフスキー劇場にたびたび通った。
父親の勧めもあって裁判所に勤める。始めは家庭裁判所に着任したあと、モスクワ商業裁判所に赴任した。並行して1846年ころから戯曲を書き始める。1850年に『内輪のことだ、あとで勘定を』を書き上げたのが最初の戯曲。1851年、演劇に専念することを決断した。主に商人社会や腐敗した貴族社会を作品でえがいた。

## 劇作家

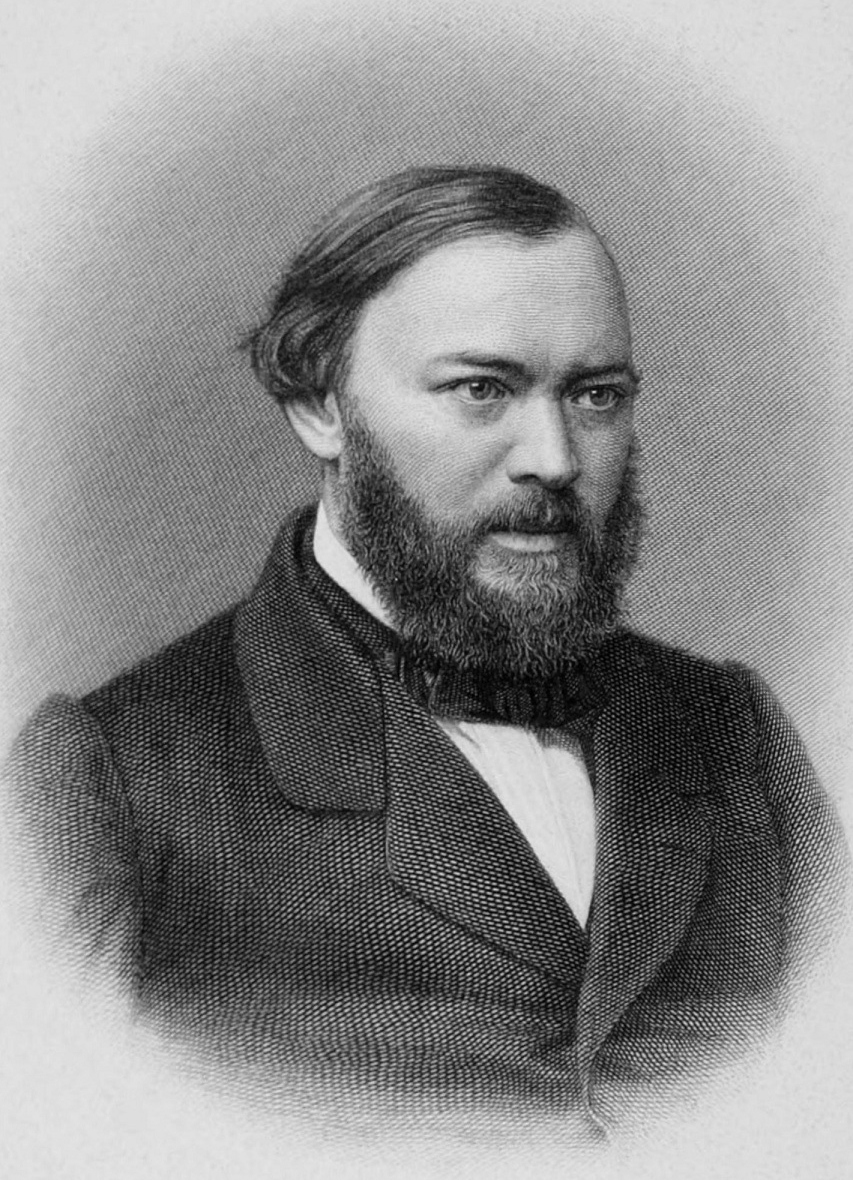
肖像写真（1870年頃）

1850年に雑誌『モスクヴィチャーニン』に掲載された4幕の風刺喜劇『内輪のことだ、あとで勘定を』は、愚かな商人を描いたものであり劇場で上演されるとたちまち人気を博したが、公序良俗を乱すとして上演禁止に追い込まれた。オストロフスキーは一時期監視下に置かれたが、本作は数年後に上演が許された。その後も複数の戯曲作を発表するが上演は検閲官によってはねつけられることもあった。
オストロフスキーはリブレットや戯曲を書きながらウィリアム・シェイクスピアの翻訳を手掛け、雑誌に批評を寄稿するなど批評家としても活躍した。1853年に戯曲『貧乏は罪にあらず』を発表して、翌年にマールイ劇場で初演され俳優プロヴ・サドフスキーが演じた。戯曲『望むほどには生きられぬ』は1854年11月に発表された後、同年12月3日にマールイ劇場で初演された。
この頃に雑誌『同時代人』の発行人ニコライ・ネクラーソフと知り合い、イワン・ツルゲーネフ、アレクサンドル・ドルジーニン、ドミトリー・グリゴローヴィチ、イワン・ゴンチャロフ、レフ・トルストイと親交を深めた。オストロフスキーはヴォルガ河畔を周遊してニジニ・ノヴゴロドやルイビンスクを訪れた。
賄賂と汚職を描いた5幕の風刺戯曲『収入ある地位』が1856年に発表されると、トルストイやニコライ・チェルヌイシェフスキーが絶賛するなど全体的に好評だったが、1857年の年末に劇場で初演される予定だった劇は官僚を侮辱したとして直前になって上演中止に追い込まれた。
ヴォルガ川周航により着想を得た戯曲『雷雨』は1859年に発表され、マールイ劇場で初演を飾るやいなや拍手喝采を受け、興行的に大成功を修めた。この戯曲はヒロインのエカテリーナが不倫の道へいざなわれたあと自らを見失いヴォルガ川にて身を投じるというものである。戯曲『雷雨』はオストロフスキーの最初の大作となった。後年にボリス・アサフィエフ、イヴァン・ジェルジンスキー、レオシュ・ヤナーチェク、ピョートル・チャイコフスキーといったような作曲家たちによって続々と音楽化された。
オストロフスキーの一連のリアリズム演劇は批評家ニコライ・ドブロリューボフが褒め称えた。それがきっかけでオストロフスキーは1859年後半にドブロリューボフの家を訪れて両者は手を握り合い親睦を深めた。オストロフスキーは1862年にフランス、ドイツ、イタリアなど西ヨーロッパを訪れ、ロンドンでアレクサンドル・ゲルツェンと出会った。
1868年に発表された5幕の風刺喜劇『どんな賢人にもぬかりはある』(その他邦題『賢者の抜け目』)は同年にアレクサンドリンスキー劇場で初演された。同作は20世紀初頭に演劇の舞台演出家コンスタンチン・スタニスラフスキーが舞台化し、また映画監督セルゲイ・エイゼンシュテインが『グルーモフの日記』(その他邦題『グリモフの日記』)として映像化した。
オストロフスキーはその他にも1869年に『熱き心』、1871年に『森林』、1875年に『狼と羊』といった戯曲などを発表してロシア・リアリズム演劇における旗手の名を不動のものとした。
1873年にロシア民話のスネグーラチカを素材にした戯曲『雪娘』(その他邦題『雪姫』)を発表してボリショイ劇場で上演された。プロットはアレクサンドル・アファナーシェフの著作『スラヴ人の詩的自然観』第2巻を基にしている。リアリズム演劇として著名だったオストロフスキーが童話の世界を描いたことはニコライ・ネクラソフやレフ・トルストイを始めとして衝撃を与え大いに落胆させた。一方でチャイコフスキーが絶賛して同作をもとに劇音楽の曲を書いた。1879年に作曲家レオン・ミンクスと振付家マリウス・プティパによってバレエ作品化、1880年代初めに作曲家ニコライ・リムスキー＝コルサコフが本作を基にしたうえで歌劇化した。

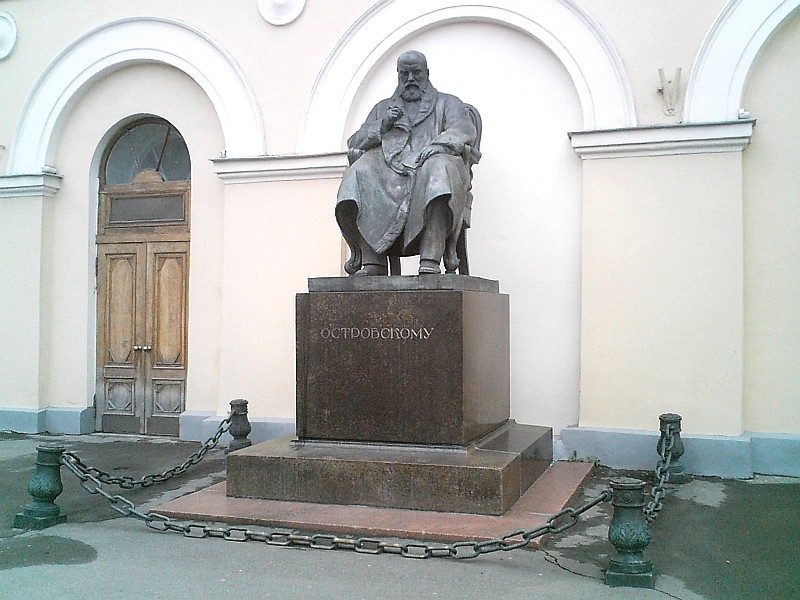
マールイ劇場にあるオストロフスキー像

1874年にオストロフスキーはオペラ及び演劇関係の団体を創設してロシア演劇発展のために後進の育成に努め、若輩者の戯曲の出版や上演など経済的支援を始めた。長年にわたってマールイ劇場と関わり、改革、発展に尽力した。さらなるロシア演劇の改革のため首都ペテルブルクに赴き、政府に直接陳情した。その後ロシア各地に劇場が建設された。1884年にオストロフスキーは宮殿でロシア皇帝アレクサンドル3世と会談した。
オストロフスキーは宮廷から年金を支給されながら晩年を過ごし、シェイクスピアに没頭していた。1886年にコストロマにあるシチェルイコボで狭心症のため没した。
ロシアで最も上演回数の多い劇作家であるとされる。その栄誉からモスクワ右岸地域のコロンブスとも呼ばれた。
また役者であるミハイル・シェープキンとも交流があった。

## 日本語訳された作品
- 『雪姫』松田衛訳 世界童話大系 第20巻 世界童話大系刊行会 1924年
- 『雪姫』松田衛訳 世界童話劇集 上 (世界童話全集) 近代社 1930年[4]
- 『賢者の抜け目』 熊沢復六訳 世界戯曲全集 世界戯曲全集刊行会 1928年
- 『雷雨』 八住利雄訳 世界戯曲全集刊行会 1928年
- 『森林』 熊沢復六訳 世界戯曲全集刊行会 1928年
- 『収入ある地位』 石山正三訳 日本評論社 1947年
- 『狼と羊』 石山正三訳 弘文堂 1948年
- 『どんな賢人にもぬかりはある』 石山正三訳 日本評論社 1949年
- 『雪姫』世界少年少女文学全集31 (世界児童劇集) 池田豊訳 創元社 1954年[4]
- 『雷雨』ロシア文学全集第35 米川正夫訳 修道社 1959年